# Mansão do Governador do Alasca
A Mansão do Governador do Alasca, localizada na 716 Calhoun Avenue em Juneau, Alasca, Estados Unidos, é a residência oficial do governador do Alasca, da primeira-dama do Alasca e de suas famílias. Foi projetada por James Knox Taylor. A Mansão do Governador foi ocupada pela primeira vez em 1912 pelo governador territorial Walter Eli Clark.

## História

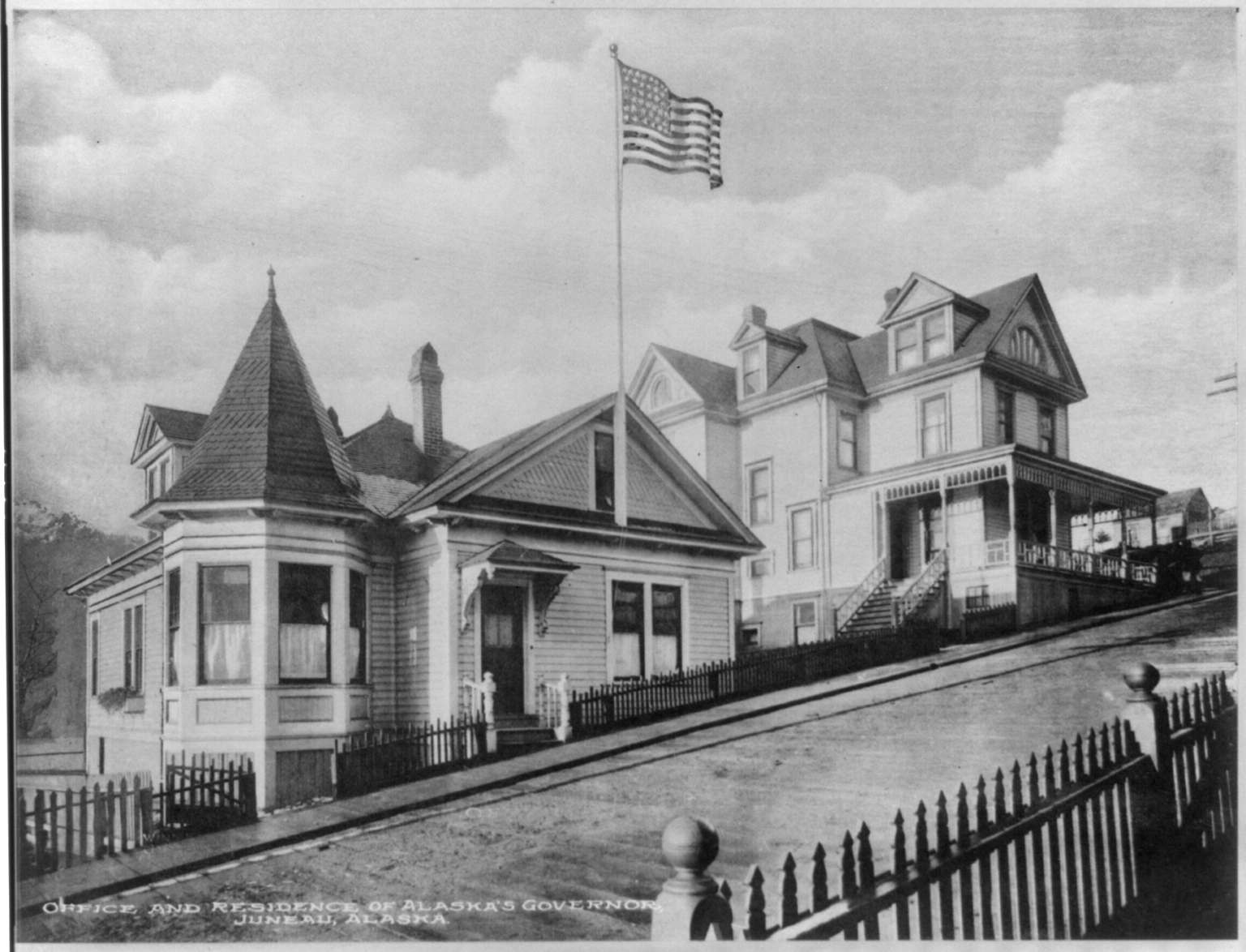
Gabinete e residência do governador do Alasca, 1909

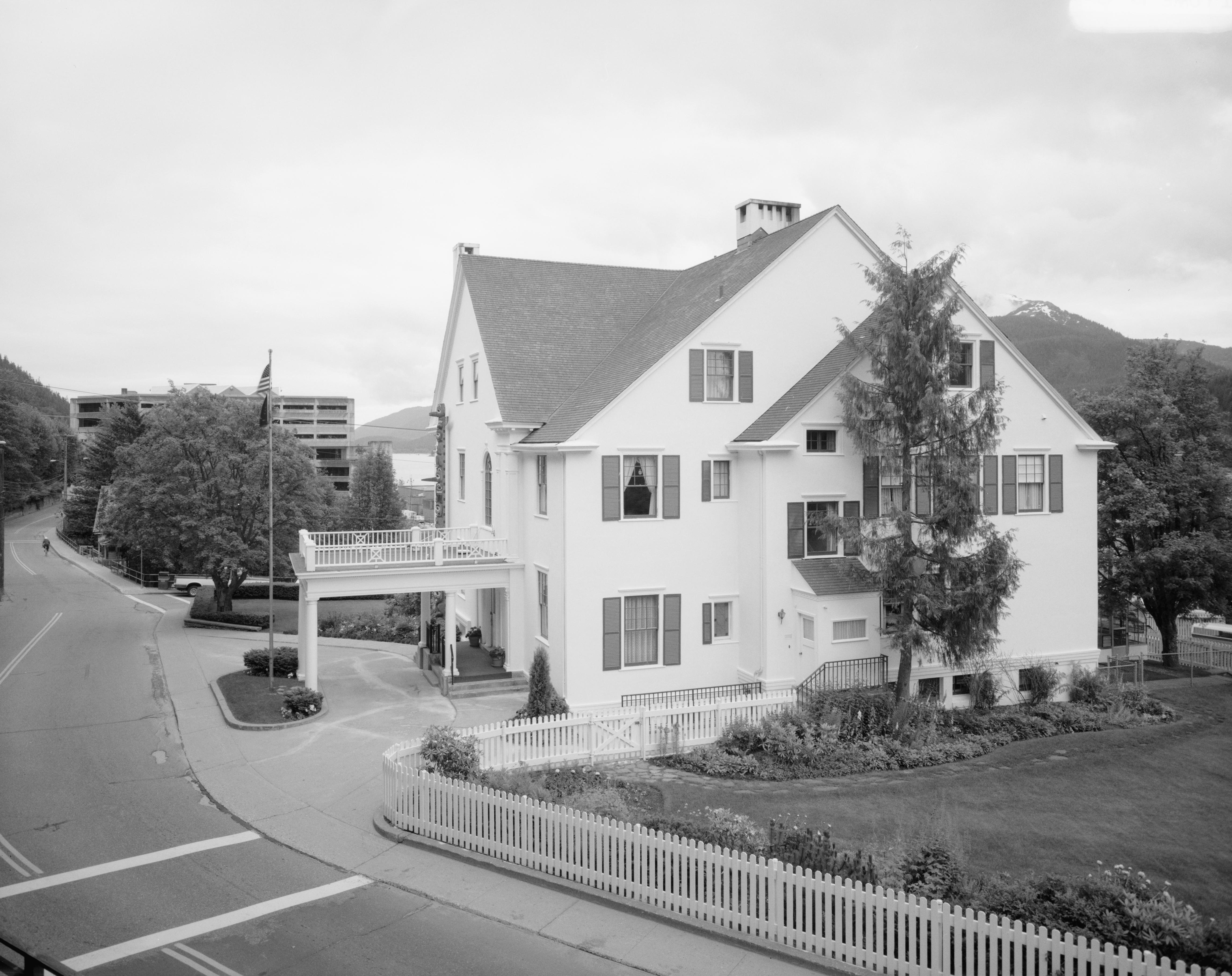
Mansão do Governador do Alasca, 1991

O orçamento original para a estrutura de 2½ andares e 12 900
-pé-quadrado (1 200 m2) e mobiliário era de US$ 40.000 e incluía alojamentos planejados para empregados e um museu territorial no terceiro andar, que nunca foram construídos.
O primeiro andar inclui um hall de recepção, sala de desenho, biblioteca, sala de jantar, escritório, cozinha, duas despensas e um conservatório. O segundo andar contém quatro quartos grandes, uma sala de costura e três banheiros.
Em 1936, o acabamento de madeira do exterior foi rebocado e pintado de branco.
Entre 1939 e 1940, os escultores tlingit Charlie Tagook e William N. Brown criaram um totem que fica do lado de fora da mansão, encomendado pelo Civilian Conservation Corps.
Em 1967-68, duas suítes de hóspedes e um quarto grande foram adicionados ao terceiro andar.
Em 1983, uma reforma de US$ 2,5 milhões restaurou a decoração interior ao seu design original de 1912 e também incluiu novos sistemas de aquecimento, eletricidade, encanamento e segurança.
Em sua configuração atual, o número de cômodos na mansão, excluindo grandes salões, garagens, closets e banheiros, é de vinte e seis. Há dez banheiros, seis quartos e oito lareiras, totalizando uma área total de 14 400 pés quadrados (1 300 m2).

## Visitantes notáveis
- Presidente Warren G. Harding em 1923.
- Charles Lindbergh em 1969.
- Ex-presidente Gerald Ford em 1989.